# Поппл-Рівер (Вісконсин)
Поппл-Рівер (англ. Popple River) — місто (англ. town) в США, в окрузі Форест штату Вісконсин. Населення — 43 особи (2020).

## Демографія
Згідно з переписом 2010 року, у місті мешкали 44 особи в 23 домогосподарствах у складі 15 родин. Було 145 помешкань
Расовий склад населення:
| - 100,0 % — білих |

До двох чи більше рас належало 0,0 %. Частка іспаномовних становила 0,0 % від усіх жителів.
За віковим діапазоном населення розподілялося таким чином: 9,1 % — особи молодші 18 років, 52,3 % — особи у віці 18—64 років, 38,6 % — особи у віці 65 років та старші. Медіана віку мешканця становила 61,5 року. На 100 осіб жіночої статі у місті припадало 109,5 чоловіків;  на 100 жінок у віці від 18 років та старших — 122,2 чоловіків також старших 18 років.
За межею бідності перебувало 6,7 % осіб, у тому числі 0,0 % дітей у віці до 18 років та 16,7 % осіб у віці 65 років та старших.
Цивільне працевлаштоване населення становило 13 осіб. Основні галузі зайнятості: мистецтво, розваги та відпочинок — 30,8 %, публічна адміністрація — 23,1 %, роздрібна торгівля — 15,4 %, будівництво — 15,4 %.